# 竹林宏
竹林 宏（たけばやし ひろし、1964年6月8日 - ）は、NHKのシニアアナウンサー。
秋田県立横手高等学校卒業。高校時代には野球部で活動。早稲田大学第一文学部卒業。1987年NHK入局。スポーツアナウンサーとして、主に球技系の競技の実況を多く担当している。2007年の全国高校野球の夏大会の決勝戦の実況も担当。春の大会の開会式の実況も担当。
安定した語り口調、滑舌、知識はスポーツファンの中では有名である。ファンも一定数居る。

## 現在の出演番組
- NHKプロ野球他スポーツ中継（MLB、高校野球、ラグビー、ホッケー、ロードレース（英語版）など）

## 過去の出演番組
- 高知のニュース、中継、スポーツ実況等
- ニュースウェーブNHK東海（1992年度）
- ほっとイブニング（不定期・池田達郎のキャスター代行など、2015年度）
- オリンピック中継（シドニー、アテネ、トリノ、北京、バンクーバー、ロンドン）
  - 北京オリンピックでは、陸上男子4×100mリレーの決勝で、日本チームのアンカー・朝原宣治が3位でゴールした瞬間に「日本は銅!!」と実況。ロンドンオリンピックでは、女子マラソンで日本からの出場選手へのインタビューを担当したほか、鈴木奈穂子とともに閉会式のテレビ実況を担当している。しかし、閉会式では登場したミュージシャンの演奏中に延々としゃべり続けていたことなどが視聴者から批判された（出典不明）。
- 高校野球中継全般
- NHKニュース7（スポーツコーナー。1997年4月[2] - 1999年3月） この時の起用にあたって「敗者の気持ちのわかるキャスターに」と抱負を述べている[3]。
- 東日本大震災関連の安否情報
- ラグビーワールドカップ2023（総合・BS4K・NHKプラス）
  - ウィークリーハイライト（2023年9月16日） - スタジオ進行（中川安奈アナとともに、解説：五郎丸歩）
  - 1次リーグ・グループD「日本」対「イングランド」（2023年9月18日） - スタジオ副音声進行（ゲスト：岡田准一・真栄田賢・田中史朗・田村優・大野均）
  - ウィークリーハイライト（2023年9月23日） - スタジオ進行（浅田春奈アナとともに、解説：廣瀬俊朗）
  - 3位決定戦「アルゼンチン」対「イングランド」（2023年10月28日） - スタジオ進行（条谷有香アナとともに・解説：廣瀬俊朗）
  - ウィークリーハイライト（2023年10月29日） - スタジオ進行（条谷有香アナとともに、解説：廣瀬俊朗、ゲスト：松田力也・具智元）